# 納米比亞的鴕鳥養殖
鴕鳥養殖，在1900年左右的非洲南部達到頂峰。這些鳥是為了牠們的羽毛和獸皮而養殖的。今天，情況發生了變化，人們已經意識到鴕鳥肉是健康瘦肉。在納米比亞，農民根據許可捕捉野生鴕鳥或購買牠們的蛋或幼鳥。鴕鳥變得越來越有價值，因為每個部分都可以使用。然而，大規模飼養鴕鳥是昂貴的。

## 繁殖
鴕鳥在兩到三歲時就可以繁殖了。雌性比雄性成熟得更快。繁殖季節從冬季持續到仲夏。在此期間，雄性和雌性都表現出交配的舞蹈和行為。雌性會擺弄翅膀，雄性會跳複雜的舞蹈，併發出響亮的轟鳴聲。在交配過程中，雄性騎乘雌性並將陰莖插入她的洩殖腔，促進精子進入雌性。交配幾天后，雄性在地上挖一個洞，讓雌性產卵。雄性和雌替坐在蛋上，雌性白天值班，雄性晚上值班。有些鳥在繁殖季節可以產下多達100隻蛋，每一兩天產一隻蛋。在此期間，雄性鴕鳥變得非常具有攻擊性，保護雌性和卵。